# Plasmodium vivax
Plasmodium vivax é um parasita protozoário e um patogeno humano. É a causa mais comum e disseminada de malária recorrente e uma das seis espécies de parasitas de malária que infectam o ser humano. É menos virulento do que o Plasmodium falciparum, o mais mortal entre os seis, embora a malária vivax possa ter complicações graves que resultem na morte. O P. vivax é transportado pela fêmea do mosquito Anopheles, uma vez que são apenas as fêmeas da espécie que picam para se alimentar.